# Norbert Gajda
Norbert Franciszek Gajda (ur. 1 kwietnia 1934 w Świętochłowicach, zm. 16 września 1980 w Opolu) – polski piłkarz, napastnik.

## Kariera
Norbert Gajda karierę rozpoczął w Wawelu Kraków. Następnie przeniósł się do Naprzodu Lipiny, jednak najlepsze lata w karierze spędził w Odrze Opole, gdzie święcił największe sukcesy w karierze piłkarskiej. Na początku lat 60. należał do czołówki ligowych strzelców (w jednym z meczu z Lechią Gdańsk (9:2) zdobył aż 6 bramek). Po odejściu z Odry Opole przeniósł się do Australii, gdzie zaczął grać w Western Eagles

## Kariera reprezentacyjna
W reprezentacji debiutował 22 października 1961 meczu z NRD. Do 1962 w biało-czerwonych barwach rozegrał 7 spotkań i strzelił 2 bramki, obie w rozegranym 5 listopada 1961 na Stadionie Śląskim meczu z Danią.

## Sukcesy

### Odra Opole
- 3.miejsce w ekstraklasie: 1964
- Półfinał Pucharu Polski: 1962
- Półfinał Pucharu Intertoto: 1964